# 10월 11일
10월 11일은 그레고리력으로 284번째(윤년일 경우 285번째) 날에 해당한다.

## 사건
- 1916년 - 일제강점기: 박중빈, 원불교를 열다.
- 1963년 - 프랑스의 가수 에디트 피아프가 향년 48세의 나이로 사망했다.
- 1968년 - 아폴로 계획 최초의 유인우주선인 아폴로 7호가 발사된다.
- 1996년 - 경제협력개발기구(OECD) 29번째 회원국으로 가입.
- 2002년 - 대한민국 재정경제부 및 건설교통부, 실거래가 기준 양도소득세 부과등 5차 부동산종합대책 발표
- 2005년 - 한국은행은 콜금리를 3.5%로 인상하기로 결정했다.
- 2007년 - 변양균 전 청와대 정책실장과 신정아씨가 구속되어 서울 영등포구치소에 수감되었다.
- 2008년 - 미국 대통령 조지 W.부시, 조선민주주의인민공화국 테러지원국에서 제외.
- 2013년 - 경상북도 영덕군에서 규모 3.6의 지진이 발생했다. 이 지진으로 인해 대구와 포항에서도 진동이 감지되었다
- 2014년 - 필리핀 올롱가포에서 제니퍼 라우드 살해 사건이 발생했다.

## 문화
- 1251년 - 팔만대장경 공식 완성.
- 1953년 - 대한민국 최초의 자체 제작 항공기인 부활호가 만들어졌다.
- 1962년 - 교황 요한 23세, 제2차 바티칸 공의회 소집.
- 1963년 - 프랑스의 가수 에디트 피아프가 향년 48세의 일기로 사망하다.
- 1969년 - 소비에트 연방, 우주선 소유스 6호 발사.
- 1973년 - 대한민국 문화예술진흥원 개원.
- 1989년 - 대한민국, 항공우주연구소 발족.
- 1990년 - 남북통일축구 1차전, 평양 5.1경기장서 열림.
- 1994년 - 조선민주주의인민공화국, 단군릉 복원공사 완료.
- 1996년
  - 서울 지하철 7호선 장암역 ~ 건대입구역 개통
  - 마이클잭슨, 첫 내한공연 잠실올림픽주경기장
- 1997년 - 경인방송의 전신인 인천방송이 개국되다.
- 2002년 - 한국어 위키백과 프로젝트가 시작되다.
- 2003년 - MBC TV에서 최일구 앵커 주말 MBC 뉴스데스크 첫 방송. (첫 번째)
- 2004년 - 이한택 주교가 초대 천주교 의정부교구장에 착좌하였다.
- 2007년 노벨 문학상에 도리스 레싱이 선정되어 발표되었다.
- 2012년 중국의 모옌이 2012년 노벨 문학상의 수상자로 선정되었다.
- 2024년 대한민국 작가 한강이 노벨 문학상을 수상하였다.

## 탄생
- 1738년 - 영국 해군의 군인이자 식민지 행정관 아서 필립. (~1814년)
- 1844년 - 독일계 미국의 기업인 헨리 J. 하인즈. (~1919년)
- 1884년 - 독일의 화학자 프리드리히 베르기우스. (~1949년)
- 1888년 - 미국의 정치인 노먼 S. 케이스. (~1967년)
- 1891년 - 대한민국의 독립운동가 겸 정치인, 제2대 부통령 인촌 김성수. (~1955년)
- 1904년 - 대한민국의 민속학자 송석하. (~1948년)
- 1911년 - 대한민국의 경찰 출신 정치인 윤명운. (~1981년)
- 1920년 - 대한민국의 지질학자 정창희. (~2022년)
- 1924년 - 대한민국의 종교인 지명관. (~2022년)
- 1925년 - 미국의 작가 엘모어 레너드. (~2013년)
- 1926년 - 베트남의 승려 틱낫한. (~2022년)
- 1927년 - 미국의 사업가 윌리엄 페리.
- 1931년 - 스페인의 축구 선수 리카르도 알로스. (~2024년)
- 1936년 - 대한민국의 만화가 신동우. (~1994년)
- 1937년
  - 대한민국의 야구인 성기영.
  - 영국의 축구 선수 보비 찰턴. (~2023년)
- 1941년 - 미국의 영화감독 찰스 샤이어. (~2024년)
- 1943년 - 대한민국의 가수 진송남.
- 1945년 - 중화인민공화국의 기업인 종칭허우. (~2024년)
- 1946년
  - 대한민국의 전직 축구 선수 이회택.
  - 일본의 체조 선수 가토 사와오.
- 1951년
  - 대한민국의 배우 김자옥. (~2014년)
  - 캐나다의 정치인 짐 카. (~2022년)
- 1952년 - 대한민국의 부산광역시 금정구의원 김성수.
- 1953년 - 미국의 배우 데이비드 모스.
- 1955년 - 대한민국의 배구 선수 신치용.
- 1957년 - 미국의 고생물학자 폴 세레노.
- 1960년 - 대한민국의 배우 김병옥.
- 1961년 - 대한민국의 언론인 박선홍.
- 1962년 - 미국의 배우 조앤 큐잭.
- 1963년 - 에콰도르의 정치인 페르난도 비야비센시오. (~2023년)
- 1964년
  - 대한민국의 정치인 김진영.
  - 일본의 성우 카케가와 히로히코.
- 1965년 - 대한민국의 사회운동가 출신 정치인 안호영.
- 1966년 - 대한민국의 배우 김명수.
- 1967년
  - 일본의 테너 가수 아키카와 마사후미.
  - 미국의 기업인, 페이팔 창립자 피터 틸.
- 1968년 - 미국의 성우 티파니 그랜트.
- 1969년 - 네덜란드의 왕자 콘스탄테인 데르 네덜란덴.
- 1970년
  - 대한민국의 배우 임원희.
  - 대한민국의 야구 선수 한혁수.
  - 대한민국의 축구 선수, 축구 감독 신태용.
- 1971년
  - 대한민국의 아나운서 염용석.
  - 대한민국의 작사가 조은희.
  - 대한민국의 공무원 한정우.
- 1972년 - 일본의 성우 모토이 에미.
- 1973년
  - 대한민국의 배우 성형진.
  - 일본의 성우 사카구치 다이스케.
  - 일본의 배우 카네시로 타케시.
- 1975년
  - 대한민국의 전 축구 선수, 축구 지도자 이상헌.
  - 미국의 배우 루이 오자와 장젠.
- 1976년
  - 대한민국의 야구 선수 이승엽.
  - 미국의 배우 에밀리 데이셔넬.
- 1977년 - 대한민국의 배우 박광현.
- 1978년 - 대한민국의 야구 선수 심제훈.
- 1979년
  - 대한민국의 배우 배두나.
  - 미국의 야구 선수 쉐인 유먼.
  - 대한민국의 희극인 최기섭.
- 1980년 - 일본의 성우 스기타 토모카즈.
- 1981년
  - 대한민국의 뮤지컬 배우, 전 가수 이민경. (디바)
  - 대한민국의 배우 전석찬.
- 1982년
  - 대한민국의 야구 선수 채태인.
  - 러시아의 모델 발렌티나 젤랴예바.
  - 쿠바의 역도 선수 하디에르 바야다레스.
- 1983년
  - 대한민국의 야구 선수 이현승.
  - 대한민국의 성우 장병관.
- 1984년
  - 중국의 가수 장량잉.
  - 폴란드의 역도 선수 [[바르트워미에이 본크].
- 1985년
  - 대한민국의 야구인 이영욱.
  - 대한민국의 사이클 선수 이민혜. (~2018년)
  - 미국의 배우, 모델 미셸 트랙턴버그. (~2025년)
- 1986년 - 대한민국의 가수 베이지.
- 1987년
  - 대한민국의 역도 선수 이선영.
  - 대한민국의 가수 모카.
- 1988년 - 아일랜드의 축구 선수 셰이머스 콜먼.
- 1989년
  - 한국계 미국인 골프 선수 미셸 위.
  - 중국계 캐나다의 가수 헨리 (슈퍼주니어-M).
  - 대한민국의 야구 선수 최성훈.
  - 일본의 야구 선수 스가노 도모유키.
- 1990년 - 대한민국의 가수 JOO.
- 1991년
  - 대한민국의 가수 조가빈 (나인뮤지스).
  - 네덜란드의 축구 선수 키카 판 에스.
  - 미국의 음악가, 게임 개발자 토비 폭스.
  - 일본의 가수, 모델 하루나 루나.
  - 일본의 성우 니시야마 코타로.
  - 이탈리아의 축구 선수 주세페 데 루카.
- 1992년 - 미국의 래퍼 카디 비.
- 1993년 - 대한민국의 아나운서 이유진.
- 1994년
  - 대한민국의 배우 정신혜.
  - 대한민국의 가수 지올 팍.
- 1995년
  - 대한민국의 역도 선수 진윤성.
  - 대한민국의 축구 선수 박재우, 박성우.
- 1996년 - 네덜란드의 축구 선수 리넛 베이렌스테인.
- 1997년 - 대한민국의 가수 윤.
- 1998년 - 대한민국의 촬영감독 임규영.
- 2000년 - 대한민국의 가수 카일리.
- 2001년 - 대한민국의 배우 겸 뮤지컬 배우 추예진.
- 2002년 - 대한민국의 야구 선수 김현준.
- 2003년 - 대한민국의 야구 선수 박영현.
- 2004년 - 대한민국의 야구 선수 류승민.
- 2007년 - 대한민국의 가수 안지현.
- 2011년 - 대한민국의 아역 배우 주예림.
- 2015년 - 대한민국의 래퍼 양동근.

## 사망
- 1303년 - 제193대 로마의 교황 교황 보니파시오 8세. (1235년~)
- 1347년 - 신성 로마의 제국 황제 루트비히 4세. (1282년~)
- 1531년 - 스위스의 신학자 울리히 츠빙글리. (1484년~)
- 1724년 - 조선의 제20대 국왕 경종. (1688년~)
- 1809년 - 미국의 탐험가 메리웨더 루이스. (1774년~)
- 1896년 - 오스트리아의 작곡가 안톤 브루크너. (1824년~)
- 1925년 - 프랑스의 시인, 곤충학자, 작가 장앙리 파브르. (1823년~)
- 1952년 - 대한민국의 군인 김경진. (1920년~)
- 1958년
  - 프랑스의 화가 모리스 드 블라맹크. (1876년~)
  - 미국의 야구인 아이러 토머스. (1881년~)
- 1963년 - 프랑스의 가수 에디트 피아프. (1915년~)
- 1973년 - 대한민국의 정치인 송한철. (1929년~)
- 1983년 _ 대한민국의 기업인 방대룡. (1938년~)
- 2004년 - 대한민국의 성우 장정진. (1953년~)
- 2018년
  - 대한민국의 국회의원 신오철. (1938년~)
  - 일본의 정치인 센고쿠 요시토. (1946년~)
- 2019년
  - 러시아의 우주비행사 알렉세이 레오노프. (1934년~)
  - 미국의 영화배우 로버트 포스터. (1941년~)
- 2020년 - 미국의 야구 선수 조 모건. (1943년~)
- 2022년
  - 영국의 영화배우 앤절라 랜즈베리. (1925년~)
  - 미국의 가수 윌리 스펜스. (1999년~)
- 2023년 - 미국의 영화배우 필리스 코츠. (1927년~)

## 기념일
- 2021년 대체 공휴일

## 같이 보기
- 전날: 10월 10일 다음날: 10월 12일 - 전달: 9월 11일 다음달: 11월 11일
- 음력: 10월 11일
- 모두 보기